# Single numer jeden w roku 1997 (Japonia)
Notowanie Weekly Singles Chart (jap. 週間シングルチャート Shūkan Shinguru Chāto) przedstawia najlepiej sprzedające się single w Japonii. Publikowane jest ono przez magazyn Oricon Style, a dane kompletowane są przez Oricon w oparciu o cotygodniowe wyniki sprzedaży fizycznej singli. Poniżej znajdują się tabele prezentujące najpopularniejsze single w danych tygodniach w roku 1997.

## Oricon Weekly Singles Chart
| Data            | Utwór | Wykonawca              | Źródło |
| --------------- | --- | ---------------------- | ------ |
| 6 stycznia      | wstrzymanie publikacji | wstrzymanie publikacji | [ 1 ]  |
| 13 stycznia     | „YOU ARE THE ONE” | TK Presents Konet      | [ 1 ]  |
| 20 stycznia     | „Don't you see!” | Zard                   | [ 1 ]  |
| 27 stycznia     | „FACE” | globe                  | [ 1 ]  |
| 3 lutego        | „Ai nanda/LOOKIN' FOR MY DREAM” (jap. 愛なんだ/LOOKIN' FOR MY DREAM)                                                        | V6/Coming Century      | [ 1 ]  |
| 10 lutego       | „Scarlet” (jap. スカーレット)                                                                                               | Spitz                  | [ 1 ]  |
| 17 lutego       | „Everything (It's you)” | Mr. Children           | [ 1 ]  |
| 24 lutego       | „Everything (It's you)” | Mr. Children           | [ 1 ]  |
| 3 marca         | „CAN YOU CELEBRATE?” | Namie Amuro            | [ 1 ]  |
| 10 marca        | „CAN YOU CELEBRATE?” | Namie Amuro            | [ 1 ]  |
| 17 marca        | „FIREBALL” | B’z                    | [ 1 ]  |
| 24 marca        | „Circuit no musume” (jap. サーキットの娘)                                                                                   | PUFFY                  | [ 1 ]  |
| 31 marca        | „Circuit no musume” (jap. サーキットの娘)                                                                                   | PUFFY                  | [ 1 ]  |
| 7 kwietnia      | „Go! Go! Heaven” | SPEED                  | [ 1 ]  |
| 14 kwietnia     | „Honki ga ippai/KISS YOU, KISS ME” (jap. 本気がいっぱい/KISS YOU, KISS ME)                                                  | V6/Coming Century      | [ 1 ]  |
| 21 kwietnia     | „Give me a Shake” | MAX                    | [ 1 ]  |
| 28 kwietnia     | „Nagisa ni matsuwaru Et Cetera” (jap. 渚にまつわるエトセトラ)                                                               | PUFFY                  | [ 1 ]  |
| 5 maja          | „Hate tell a lie” | Tomomi Kahara          | [ 1 ]  |
| 12 maja         | „Hate tell a lie” | Tomomi Kahara          | [ 1 ]  |
| 19 maja         | „Hate tell a lie” | Tomomi Kahara          | [ 1 ]  |
| 26 maja         | „Kuchibiru” (jap. 口唇) | Glay                   | [ 1 ]  |
| 2 czerwca       | „How to be a Girl” | Namie Amuro            | [ 1 ]  |
| 9 czerwca       | „How to be a Girl” | Namie Amuro            | [ 1 ]  |
| 16 czerwca      | „For the moment” | Every Little Thing     | [ 1 ]  |
| 23 czerwca      | „ESCAPE” | MOON CHILD             | [ 1 ]  |
| 30 czerwca      | „For the moment” | Every Little Thing     | [ 1 ]  |
| 7 lipca         | „Daisuki!” (jap. 大スキ!)                                                                                                   | Ryōko Hirose           | [ 1 ]  |
| 14 lipca        | „LOVE IS ALL MUSIC” (jap. 口唇)                                                                                             | Tomomi Kahara          | [ 1 ]  |
| 21 lipca        | „Calling” | B’z                    | [ 1 ]  |
| 28 lipca        | „Glass no shōnen” (jap. 硝子の少年)                                                                                         | KinKi Kids             | [ 1 ]  |
| 4 sierpnia      | „Glass no shōnen” (jap. 硝子の少年)                                                                                         | KinKi Kids             | [ 1 ]  |
| 11 sierpnia     | „Glass no shōnen” (jap. 硝子の少年)                                                                                         | KinKi Kids             | [ 1 ]  |
| 18 sierpnia     | „HOWEVER” | Glay                   | [ 1 ]  |
| 25 sierpnia     | „HOWEVER” | Glay                   | [ 1 ]  |
| 1 września      | „Eien” (jap. 永遠) | Zard                   | [ 1 ]  |
| 8 września      | „HOWEVER” | Glay                   | [ 1 ]  |
| 15 września     | |                        | [ 1 ]  |
| 22 września     | |                        | [ 1 ]  |
| 29 września     | „Tanoshiku tanoshiku yasashiku ne” (jap. たのしく たのしく やさしくね)                                                      | Tomomi Kahara          | [ 1 ]  |
| 6 października  | „Candle in the Wind ~Diana gen'ei kōtaishi-hi ni sasagu” (jap. キャンドル・イン・ザ・ウインド 〜ダイアナ元英皇太子妃に捧ぐ) | Elton John             | [ 1 ]  |
| 13 października | „Candle in the Wind ~Diana gen'ei kōtaishi-hi ni sasagu” (jap. キャンドル・イン・ザ・ウインド 〜ダイアナ元英皇太子妃に捧ぐ) | Elton John             | [ 1 ]  |
| 20 października | „Liar! Liar!” | B’z                    | [ 1 ]  |
| 27 października | „White Love” | SPEED                  | [ 1 ]  |
| 3 listopada     | „WHITE BREATH” | T.M. Revolution        | [ 1 ]  |
| 10 listopada    | „White Love” | SPEED                  | [ 1 ]  |
| 17 listopada    | „GENERATION GAP/EXIT” | V6/Coming Century      | [ 1 ]  |
| 24 listopada    | „Ai sareru yori aishitai” (jap. 愛されるより 愛したい)                                                                      | KinKi Kids             | [ 1 ]  |
| 1 grudnia       | „Ai sareru yori aishitai” (jap. 愛されるより 愛したい)                                                                      | KinKi Kids             | [ 1 ]  |
| 8 grudnia       | „Dreaming I was dreaming”                                                                                                   | Namie Amuro            | [ 1 ]  |
| 15 grudnia      | „White Silent Night/SHELLY”                                                                                                 | SHAZNA                 | [ 1 ]  |
| 22 grudnia      | „Ai sareru yori aishitai”                                                                                                   | KinKi Kids             | [ 1 ]  |
| 29 grudnia      | „Ai sareru yori aishitai”                                                                                                   | KinKi Kids             | [ 1 ]  |